# Symphurus bathyspilus
Symphurus bathyspilus is een straalvinnige vissensoort uit de familie van hondstongen (Cynoglossidae). De wetenschappelijke naam van de soort is voor het eerst geldig gepubliceerd in 2003 door Krabbenhoft & Munroe.